# Montesson (Haute-Marne)
Pour les articles homonymes, voir Montesson (homonymie).
Montesson est une ancienne commune française du département de la Haute-Marne en région Grand Est. Elle est associée à la commune de Pierrefaites depuis 1972.

## Toponymie
Voir toponymie de Montesson (Yvelines).

## Histoire
En 1789, ce village fait partie de la province de Champagne dans le bailliage de Langres et la prévôté de Coiffy.
Le 1er septembre 1972, la commune de Montesson est rattachée sous le régime de la fusion-association à celle de Pierrefaites qui devient Pierremont-sur-Amance.

## Politique et administration
| Période                                  | Période | Identité     | Étiquette | Qualité |
| ---------------------------------------- | ------- | ------------ | --------- | ------- |
|                                          |         | Jérémy Nagel |           |         |
| Les données manquantes sont à compléter. |         |              |           |         |

## Démographie
| 1866 | 1872 | 1876 | 1881 | 1886 | 1891 | 1896 | 1901 | 1906 |
| ---- | ---- | ---- | ---- | ---- | ---- | ---- | ---- | ---- |
| 160  | 188  | 181  | 173  | 154  | 150  | 144  | 156  | 151  |

| 1911 | 1921 | 1926 | 1931 | 1936 | 1946 | 1954 | 1962 | 1968 |
| ---- | ---- | ---- | ---- | ---- | ---- | ---- | ---- | ---- |
| 138  | 116  | 119  | 121  | 126  | 125  | 117  | 111  | 107  |

## Lieux et monuments
- Église Saint-Bernard de 1860